# 齐利茨
齐利茨是德国萨克森-安哈尔特州的一个市镇。总面积11.40平方公里，总人口1896人，其中男性962人，女性934人（2011年12月31日），人口密度166人/平方公里。